# Pilaria sordidipes
Pilaria sordidipes är en tvåvingeart som beskrevs av Alexander 1972. Pilaria sordidipes ingår i släktet Pilaria och familjen småharkrankar.
Artens utbredningsområde är Nigeria. Inga underarter finns listade i Catalogue of Life.